# Kinelówka (Wilno)
Kinelówka (lit. Kineliai; hist.: pol. Kilonówka) – mikrorejon na Litwie, w okręgu wileńskim, część Wilna, w dzielnicy Nowy Świat, przy linii kolejowej Kiwiszki – Wołczuny.

## Historia
Pod zaborami karczma; w II Rzeczypospolitej zaścianek. W XIX i w początkach XX w. położona była w Rosji, w guberni wileńskiej, w powiecie wileńskim. Po I wojnie światowej pod administracją polską, w Zarządzie Cywilnym Ziem Wschodnich. W latach 1920–1922 w składzie Litwy Środkowej.
Od 11 kwietnia 1922 leżała w Polsce, w województwie wileńskim, w powiecie wileńsko-trockim, w gminie Rudomino. W 1931 miejscowość liczyła 22 mieszkańców, zamieszkałych w 4 budynkach.
Po II wojnie światowej w granicach Związku Sowieckiego. Od 1991 na niepodległej Litwie. W XXI w. została włączona w granice Wilna. Obecnie dawna miejscowość Kinelówka stanowi trzy sąsiednie, osobne miejscowości o różnej przynależności administracyjnej.